# Ludycje wieśne
Ludycje wieśne (Rurale iudicium to jest Ludycyje wiesne na ten nowy Rok 1544. Przez chwalebnego pana Macieja Zaicowica w Bysinie podgornego proroka złożone) – polski utwór prozatorski będący parodią przepowiedni kalendarzowych, wydany w 1543.
Ludycje ukazały się w Krakowie w oficynie Heleny, wdowy po Florianie Unglerze.
Dzieło jest parodią astrologicznych przepowiedni kalendarzowych, wydawanych licznie w Krakowie w XVI w. Słowo ludycje stanowi humorystyczny odpowiednik łacińskiego określenia iudicium, oznaczającego wyrok sądowy, opinię, tutaj bardziej przepowiednię, prognozę. Zbiór zaczyna się żartobliwymi listami Macieja Zaicowica, „podgórnego proroka w Bysinie”, do „Gromady Krzywackiej” i odpowiedzią sołtysa tej gromady, Janczura. Po listach umieszczone są archaiczne kolędy życzeniowe (Gospodarska kolęda, Gospodyniej kolenda). Następnie pojawiają się parodie przepowiedni przyrodniczych. Ostatnią częścią dzieła są żartobliwe pouczenia dla kobiet, jak chronić krowy przed czarami, oraz przepis na lekarstwo dla wdów. Do tekstu dołączono też piosenkę zapustną pt. Pieśń o tym szlachetnym trunku, który po łacinie zową Aqua vitae, a po polsku Gorzałe wino, na ty Mięsopusty.